# Gerbersdorf (Johanniskirchen)
Gerbersdorf ist ein Ortsteil der Gemeinde Johanniskirchen im niederbayerischen Landkreis Rottal-Inn. Der Ort liegt nordöstlich des Kernortes Johanniskirchen an der St 2108 und am Sulzbach, der über den Vilskanal in die Vils entwässert.

## Sehenswürdigkeiten
In der Liste der Baudenkmäler in Johanniskirchen sind für Gerbersdorf drei Baudenkmale aufgeführt:

### Andreaskirche
Die um 1500 errichtete katholische Filialkirche St. Andreas (Gerbersdorf 23) ist ein  einschiffiger, spätgotischer, geschlämmter Backsteinbau mit eingezogenem Chor und Westtürmchen.

### Bauernhöfe
- Der ehemalige Einfirsthof (Gerbersdorf 16) stammt im Kern aus der 2. Hälfte des 18. Jahrhunderts. Der Wohnteil präsentiert sich als zweigeschossiger Blockbau mit zwei Giebelschroten und aufgesteiltem Dach.
- Das Rottaler Wohnstallhaus (Gerbersdorf 18) eines Vierseithofes ist ein zweigeschossiger, z. T. verschindelter Blockbau mit zwei Schroten. Er stammt aus der 2. Hälfte des 18. Jahrhunderts; im Jahr 1889 wurde das Dach leicht erhöht. Der Stadel mit Blockbau-Obergeschoss und Schrot und aufgesteiltem Dach wurde im 19. Jahrhundert errichtet.